# منتخب أيرلندا الشمالية تحت 23 سنة لكرة القدم
منتخب أيرلندا الشمالية تحت 23 سنة لكرة القدم (بالإنجليزية: Northern Ireland national under-23 football team) هو ممثل أيرلندا الشمالية الرسمي في المنافسات الدولية في كرة القدم في فئة كرة قدم تحت 23 سنة للرجال، يديريه الاتحاد الأيرلندي لكرة القدم.